# John Leslie-Melville (9e comte de Leven)
John Thornton Leslie-Melville, 9e comte de Leven, 8e comte de Melville (18 décembre 1786-16 septembre 1876) est un pair et un soldat écossais.

## Jeunesse
John Thornton est né le 18 décembre 1786. Il est le fils d'Alexander Leslie-Melville (7e comte de Leven) et de Jane Thornton (1757–1818).
Son grand-père paternel est David Melville, 6e comte de Leven (qui siège à la Chambre des lords en tant que pair représentant écossais), et son grand-père maternel est le marchand et philanthrope John Thornton.

## Carrière
Comme son frère, David Leslie-Melville, est mort sans descendance masculine, il devient 11e comte de Leven en 1860. Le comté de Melville est détenu par les comtes de Leven depuis le 20 mai 1707.
Il est le payeur adjoint des Forces de la péninsule en 1809; il est associé fondateur de la banque Williams, Deacon, Labouchere, Thornton & Co, et est pair représentant pour l’Écosse (conservateur) de 1865 à 1876.

## Vie privée
Le 15 septembre 1812, il épouse sa cousine, Harriet Thornton, fille de Samuel Thornton et Elizabeth Milnes (fille de Robert Milnes). Ensemble, ils ont :
- Emily Maria Leslie-Melville (1815–1896), qui épouse Robert Williams, député de Dorchester[1]
- Alexander Leslie-Melville, 10e comte de Leven (1817–1889)
- Alfred John Leslie-Melville (1826-1851), décédé à l'âge de 24 ans à Penang, Malaisie
- Julia Louisa Leslie-Melville (1829–1870), qui épouse, comme seconde épouse, le lieutenant-général Robert Richardson-Robertson, frère cadet de John Stewart-Richardson, 13e baronnet
- Adelaide Harriet Leslie-Melville (1831–1898)

Après la mort de sa première femme, il épouse une autre cousine, Sophia Thornton (1806–1887) le 23 avril 1834. Sophia, qui est également cousine de sa première épouse Harriet, est la quatrième fille du réformateur Henry Thornton (frère de Samuel Thornton, ci-dessus). Ensemble, ils ont :
- Ronald Leslie-Melville (1835–1906), qui épouse Emma Selina Portman, fille aînée de Henry Portman, en 1885.
- Norman Leslie-Melville (1839–1923), qui épouse Georgina Ball, une fille du capitaine William Shirley Ball d'Abbeylara, en 1861[1]
- Ann Sophia Leslie-Melville (1843–1898)[3]
- Florence Lucy Leslie-Melville (1848–1930)
- Kathleen Mabel Leslie-Melville (décédée en 1958), qui épouse Charles Henry Farrer, petit-fils de Thomas Fremantle, en 1894.

Lord Leven meurt le 16 septembre 1876 et est remplacé dans les comtés par son fils aîné survivant, Alexander. Il est enterré avec sa deuxième épouse Sophia sur le côté sud de la rotonde sud au cimetière Brompton à Londres.